# مسلمو داغي
مسلمو داغي أو مسلمو دهاغي مجتمع مسلم يوجد في ولاية أوتار براديش في الهند. ويعرفون باسم جولاها. وهم مسلمون متحولون من الطبقة الهندوسية داغي.